# Río Aragón - Canal De Berdún
Río Aragón - Canal De Berdún este o arie protejată (arie specială de conservare — SAC, sit de importanță comunitară — SCI) din Spania întinsă pe o suprafață de 981,75 ha, integral pe uscat.

## Localizare
Centrul sitului Río Aragón - Canal De Berdún este situat la coordonatele 42°34′20″N 0°47′18″W / 42.5723°N 0.78821°V.

## Înființare
Situl Río Aragón - Canal De Berdún a fost declarat sit de importanță comunitară în iulie 2000 pentru a proteja 7 specii de animale. Situl a fost protejat și ca arie specială de conservare în februarie 2021.

## Biodiversitate
Situată în ecoregiunea mediteraneană, aria protejată conține 5 habitate naturale: Râuri de munte și vegetația lor lemnoasă cu Salix elaeagnos, Păduri iberice de Quercus faginea și Quercus canariensis, Râuri de munte și vegetația lor lemnoasă cu Myricaria germanica, Păduri de Quercus ilex și Quercus rotundifolia, Galerii de Salix alba și de Populus alba.
La baza desemnării sitului se află mai multe specii protejate:
- mamifere (2): castor (Castor fiber), vidră de râu (Lutra lutra)
- nevertebrate (2): fluturele de noapte (Eriogaster catax), fluturele auriu (Euphydryas aurinia)
- pești (3): Achondrostoma arcasii, Cobitis calderoni, Parachondrostoma miegii

Pe lângă speciile protejate, pe teritoriul sitului au mai fost identificate 4 specii de plante, 25 de specii de păsări, 6 specii de amfibieni, 2 specii de mamifere, 4 specii de pești, 2 specii de reptile.